# Sinofranchetia chinensis
Sinofranchetia chinensis är en narrbuskeväxtart som beskrevs av William Botting Hemsley. Sinofranchetia chinensis ingår i släktet Sinofranchetia och familjen narrbuskeväxter. Inga underarter finns listade i Catalogue of Life.

## Bildgalleri

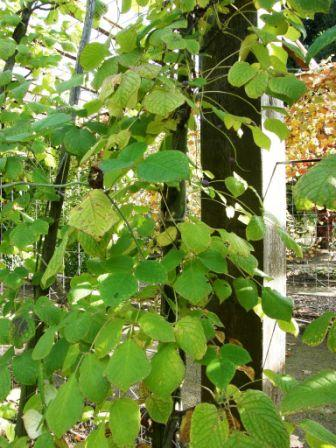
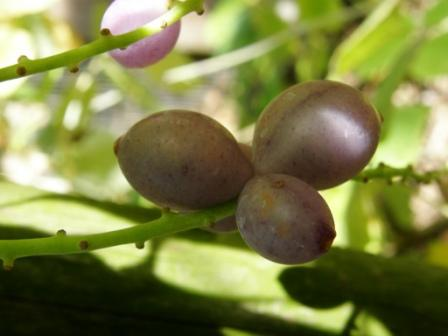
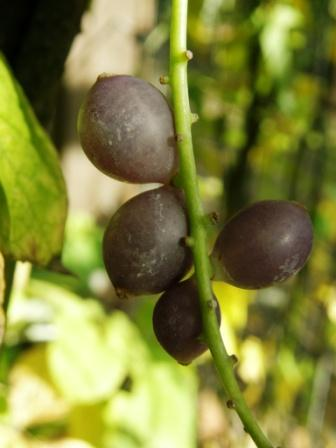